# Bułgaria na Zimowych Igrzyskach Olimpijskich 1992
Bułgarię na Zimowych Igrzyskach Olimpijskich 1992 reprezentowało 30 zawodników.

## Reprezentanci

### Narciarstwo alpejskie
Mężczyźni
- Petyr Diczew
  - zjazd – 37. miejsce
  - supergigant – 45. miejsce
  - gigant slalom – 30. miejsce
  - slalom – 26. miejsce
  - kombinacja – 22. miejsce

- Ljubomir Popow
  - supergigant – nie ukończył
  - gigant slalom – 33. miejsce
  - slalom – nie ukończył
  - kombinacja – nie ukończył

- Borisław Dimitraczkow
  - supergigant – 52. miejsce
  - gigant slalom – 41. miejsce
  - slalom – 33. miejsce

### Bobsleje
Mężczyźni
- Cwetozar Wiktorow, Walentin Atanasow
  - dwójki – 28. miejsce

- Nikołaj Dimitrow, Dimityr Dimitrow
  - dwójki – 39. miejsce

- Cwetozar Wiktorow, Walentin Atanasow, Dimityr Dimitrov, Jordan Iwanow
  - czwórki – 22. miejsce

### Biathlon
Kobiety
- Nadeżda Aleksiewa
  - sprint na 7,5 km – 4. miejsce
  - bieg na 15 km – 5. miejsce

- Silwana Błagojewa
  - sprint na 7,5 km – 8. miejsce
  - bieg na 15 km – 25. miejsce

- Wera Wuczewa
  - sprint na 7,5 km – 23. miejsce

- Iwa Szkodrewa
  - sprint na 7,5 km – 33. miejsce
  - bieg na 15 km – 17. miejsce

- Marija Manołowa
  - bieg na 15 km – 16. miejsce

- Nadeżda Aleksiewa, Silwana Błagojewa, Iwa Szkodrewa
  - sztafeta 3 × 7,5 km – 4. miejsce

Mężczyźni
- Krasimir Widenow
  - sprint na 10 km – 15. miejsce
  - bieg na 20 km – 14. miejsce

- Spas Złatew
  - sprint na 10 km – 54. miejsce
  - bieg na 20 km – 31. miejsce

- Bojczo Popow
  - sprint na 10 km – 65. miejsce
  - bieg na 20 km – 73. miejsce

- Spas Gułew
  - sprint na 10 km – 74. miejsce

- Christo Wodeniczarow
  - bieg na 20 km – 68. miejsce

- Krasimir Widenow, Spas Złatew, Spas Gułew, Christo Wodeniczarow
  - sztafeta 4 × 7,5 km – 14. miejsce

### Biegi narciarskie
Kobiety
- Reneta Banczewa
  - bieg na 5 km – 50. miejsce
  - bieg na 15 km – 45. miejsce
  - bieg na 30 km – 52. miejsce
  - bieg na 10 km na dochodzenie – 50. miejsce

Mężczyźni
- Sławczo Batinkow
  - bieg na 10 km – 53. miejsce
  - bieg na 30 km – 63. miejsce
  - bieg na 15 km na dochodzenie – 53. miejsce

- Iwan Smilenow
  - bieg na 10 km – 55. miejsce
  - bieg na 30 km – 53. miejsce

- Iskren Płankow
  - bieg na 10 km – 70. miejsce
  - bieg na 30 km – 67. miejsce

- Petyr Zografow
  - bieg na 10 km – 86. miejsce
  - bieg na 15 km na dochodzenie – 71. miejsce
  - bieg na 50 km – 50. miejsce

- Spas Złatew
  - bieg na 50 km – 59. miejsce

- Sławczo Batinkow, Iwan Smilenow, Petyr Zografow, Iskren Płankow
  - sztafeta 4 × 10 km – 13. miejsce

### Łyżwiarstwo figurowe
Kobiety
- Wiktorija Dimitrowa
  - singiel – 17. miejsce

### Saneczkarstwo
Mężczyźni
- Iłko Karaczołow, Iwan Karaczołow
  - dwójki – 19. miejsce

Kobiety
- Albena Zdrawkowa
  - jedynka – 24. miejsce

### Skoki narciarskie
Mężczyźni
- Emił Zografski
  - skocznia normalna – 40. miejsce
  - skocznia duża – 56. miejsce

- Władimir Brejczew
  - skocznia normalna – 50. miejsce
  - skocznia duża – 46. miejsce

- Zachari Sotirow
  - skocznia normalna – 56. miejsce
  - skocznia duża – 55. miejsce